# WT.Social
WT.Social ist ein im Oktober 2019 gestartetes soziales Netzwerk von Jimmy Wales, dem Gründer der Wikipedia.
Die Idee zu WT.Social gingen aus einem Vorgängerprojekt, der Online-Zeitung Wikitribune, hervor. Die Website auf der Basis von WordPress wurde aufgegeben und eine neue selbstentwickelte Plattform unter der Bezeichnung WT.Social und unter neuer Domain in Betrieb genommen. Wales schrieb dazu, er sei überzeugt, dass das Hauptproblem der kommerziellen Nachrichten-Websites in ihrer Werbefinanzierung bestehe, was dazu geführt habe, dass sie auf Abrufzahlen ausgerichtet seien. Dies wolle er vermeiden. Deshalb habe er ein neues soziales Netzwerk gegründet, auf dem eigene Nachrichten entstehen, die von den Benutzern selbst geschrieben werden. Man könne sich dort individuell anmelden, es sei aber auch möglich, ganze Freundeskreise zu registrieren. Die Zahl der Benutzer zum Zeitpunkt der Umstellung bezifferte er auf 400, Ende Januar 2020 waren es ca. eine halbe Million. Die Plattform soll eine Alternative zu kommerziellen sozialen Netzwerken wie etwa Facebook sein, die unter anderem für ihren mangelhaften Datenschutz kritisiert werden.

## Trust Cafe
Die Plattform WT.Social (Version WTS1) wurde 2023 grafisch vollkommen umgestaltet (Version WTS2) und umbenannt in "Trust Cafe". Die neue Domain lautet dementsprechend trustcafe.io, wobei .io der länderspezifischen Top-Level-Domain (ccTLD) des Britischen Territoriums im Indischen Ozean entspricht. Ein Team bereitet im Trust Cafe (Beta-Status) gerade eine neue Struktur der Sachbereiche (Branches bzw. Äste) und früheren Subwikis (Zweige) vor. Im Hintergrund finden derzeit auch Übersetzungsarbeiten an der GUI der Plattform statt.